# Magnet Assisted Transfection
Die Magnet Assisted Transfection (engl. 'Magnet-unterstützte Transfektion', kurz MATra, auch Magnetofektion) ist eine biochemische Transfektionsmethode, die unter Ausnutzung eines magnetischen Feldes Nukleinsäuren in Zielzellen einschleust. Dabei werden eisenhaltige, magnetische Nanopartikel mit DNA beladen, die diese auf Grund ionischer Wechselwirkungen binden. Ein magnetisches Feld leitet die Nanopartikel in Richtung der Zielzellen und in diese hinein. Dort wird die DNA freigegeben.

## Eigenschaften
Die Magnetofektion wird zum Einschleusen von Nukleinsäuren in Zellen verwendet, z. B. bei der Erzeugung transgener Organismen. Dabei werden DNA, siRNA, dsRNA, shRNA, mRNA oder Oligonukleotide über ihre negativen Ladungen an magnetische Partikel gebunden, welche zuvor mit kationischen Lipiden oder Polymeren beschichtet wurden. Die mit Nukleinsäuren beladenen magnetischen Partikel werden auf eine Zellkultur gegeben, um anschließend durch Anlegen eines Magnetfeldes die Adsorption der Nukleinsäuren an die Zellen und in Folge deren Aufnahme per Endocytose und Pinocytose zu verstärken.
Magnetische Nanopartikel, die als Träger von Nukleinsäuren verwendet werden, bestehen meist aus Eisenhydroxiden. Diese werden durch Fällung von eisenhaltigen Säure-Lösungen durch Zugabe der entsprechenden Basen gewonnen. Die Nanopartikel haben eine Größe von ca. 100 nm und sind zudem meist mit einem biologisch abbaubaren Polymer beschichtet. Das Polymer versieht die Oberfläche der Eisenpartikel mit einer positiven Ladung, welche wichtig für die ionische Wechselwirkung mit der DNA ist.
Die positiv geladenen Magnetpartikel binden die negativ geladene DNA. Die Komplexbildung erfolgt
relativ schnell. Im Anschluss werden die beladenen Eisenpartikel mit den Zielzellen auf einer magnetischen Platte inkubiert. Das magnetische Feld bewirkt, dass die Eisenpartikel auf die Oberfläche der Zellmembran der Zielzellen gelangen. Jene nehmen die Partikel dann durch Endozytose oder Pinozytose auf. In der Zelle angekommen wird die DNA freigegeben und die magnetischen Partikel akkumulieren in Endosomen und/oder Vakuolen und werden mit der Zeit in den normalen, zellulären Eisenmetabolismus überführt. In den meisten Fällen führt die erhöhte Eisenkonzentration im Medium zu keinerlei zytotoxischen Effekten.
Die Magnet Assisted Transfection ist eine zeitsparende und relativ neue Technologie zum Einschleusen von DNA in eine Zielzelle. Besonders effizient ist dabei die Transfektion von adhärenten Säugetierzellen und Primärzelllinien, aber auch Suspensionszellen und Zellen anderer Organismen können erfolgreich transfiziert werden.
Einen großen Vorteil dieser Methode stellt der schonende Umgang mit Zellen dar. Andere Methoden sind limitiert durch die möglichen zytotoxischen Effekte des lipidischen Transfektionsreagenz (Lipofektion) oder durch direkte Gewalteinwirkung auf die Zellen (Elektroporation, 20–50 % tote Zellen). Des Weiteren erhöht sich in vielen Fällen durch den gerichteten Transport der Magnetpartikel die Transfektionseffizienz, gerade bei geringen DNA Mengen. Verfahren wie die Lipofektion liefern hier nur eine statistische Chance eines Aufeinandertreffens von Vektor und Zielzelle. Die Magnet Assisted Transfection benötigt kein Serum-freies Medium für eine erfolgreiche Transfektion, was einen weiteren Vorteil bietet.
Derzeit (Stand 2009) sind über 150 verschiedene Zelllinien und Primärzellen erfolgreich mit dieser Methode transfiziert worden. Weitere synergistische Effekte der Transfektionseffizienz können sich durch die Kombination von Lipofektion und Magnet Assisted Transfection ergeben.
Diese auf Nanotechnologie basierende Transfektionsmethode bietet möglicherweise in Zukunft eine Alternative zu den derzeit genutzten viralen und nicht-viralen Vektoren für in vivo Gen-Transfer und Gen-Therapie.
Alternativen zum Gentransfer per Magnetofektion sind die Transfektion mit Polyethylenimin, die Lipofektion, die Elektroporation, die Genkanone, die Sonoporation, die Mikroinjektion und die viralen Vektoren.